# Fidel Cerda Lavalle
Fidel Cerda Lavalle; (Rancagua, 1860 - 1921). Agricultor y político chileno. Hijo de Julio Cerda Lecaros y Elena Lavalle Reyes. Educado en un Liceo agrícola en la zona de Coltauco y en el Instituto Nacional. Se dedicó a la agricultura en las tierras de su familia, en la zona al poniente de Rancagua.
Miembro del Partido Nacional, fue elegido alcalde de la municipalidad de Rancagua (1905-1910). Durante su administración se llevó a cabo un enorme desarrollo urbanístico de la ciudad, con los dineros recaudados por los impuestos de la industria minera que se estableció en calle Millán, con Fundición Talleres del Mineral El Teniente.